# Río Chiquito, Guerrero
Río Chiquito är en ort i Mexiko.   Den ligger i kommunen Técpan de Galeana och delstaten Guerrero, i den södra delen av landet, 290 km sydväst om huvudstaden Mexico City. Río Chiquito ligger 177 meter över havet och antalet invånare är 104.
Terrängen runt Río Chiquito är varierad. Runt Río Chiquito är det ganska glesbefolkat, med 22 invånare per kvadratkilometer. Närmaste större samhälle är San Luis de La Loma, 10,6 km söder om Río Chiquito. Omgivningarna runt Río Chiquito är en mosaik av jordbruksmark och naturlig växtlighet.